# Odontocera scabricollis
Odontocera scabricollis är en skalbaggsart som beskrevs av Julius Melzer 1935. Odontocera scabricollis ingår i släktet Odontocera och familjen långhorningar.
Artens utbredningsområde är:
- Costa Rica.
- Panama.

Inga underarter finns listade i Catalogue of Life.